# Changshan
För andra betydelser, se Changshan (olika betydelser).
Changshan är ett härad i östra Kina, och tillhör Quzhous stad på prefekturnivå i provinsen Zhejiang. Befolkningen uppgick till 265 467 invånare vid folkräkningen år 2000, varav 42 125 invånare bodde i huvudorten Tianma. Häradet var år 2000 indelat i sju köpingar (zhèn) och sjutton socknar (xiāng).